# E.Leclerc
Pour les articles homonymes, voir Leclerc.
E.Leclerc est une coopérative de commerçants et une enseigne de grande distribution à prédominance alimentaire d'origine française, à partir du premier magasin ouvert par Édouard Leclerc le 13 décembre 1949. Elle regroupe aujourd'hui des magasins indépendants. L'organisation emploie environ 250 000 personnes.
Le 21 novembre 2007, E.Leclerc se lance dans la téléphonie mobile avec E.Leclerc Mobile. En 2014, 18,3 millions de ménages avaient fréquenté au moins une fois dans l'année l’enseigne E.Leclerc (419 000 ménages).
En 2023, E.Leclerc est en première position des enseignes sur le territoire français avec 22,7 % de parts de marché, début 2023 et 43,9 milliards d'euros de chiffre d'affaires (hors carburant) en 2022. Son principal concurrent est Carrefour, celui-ci possédant 20,4 % de parts de marché.

## Histoire de Leclerc

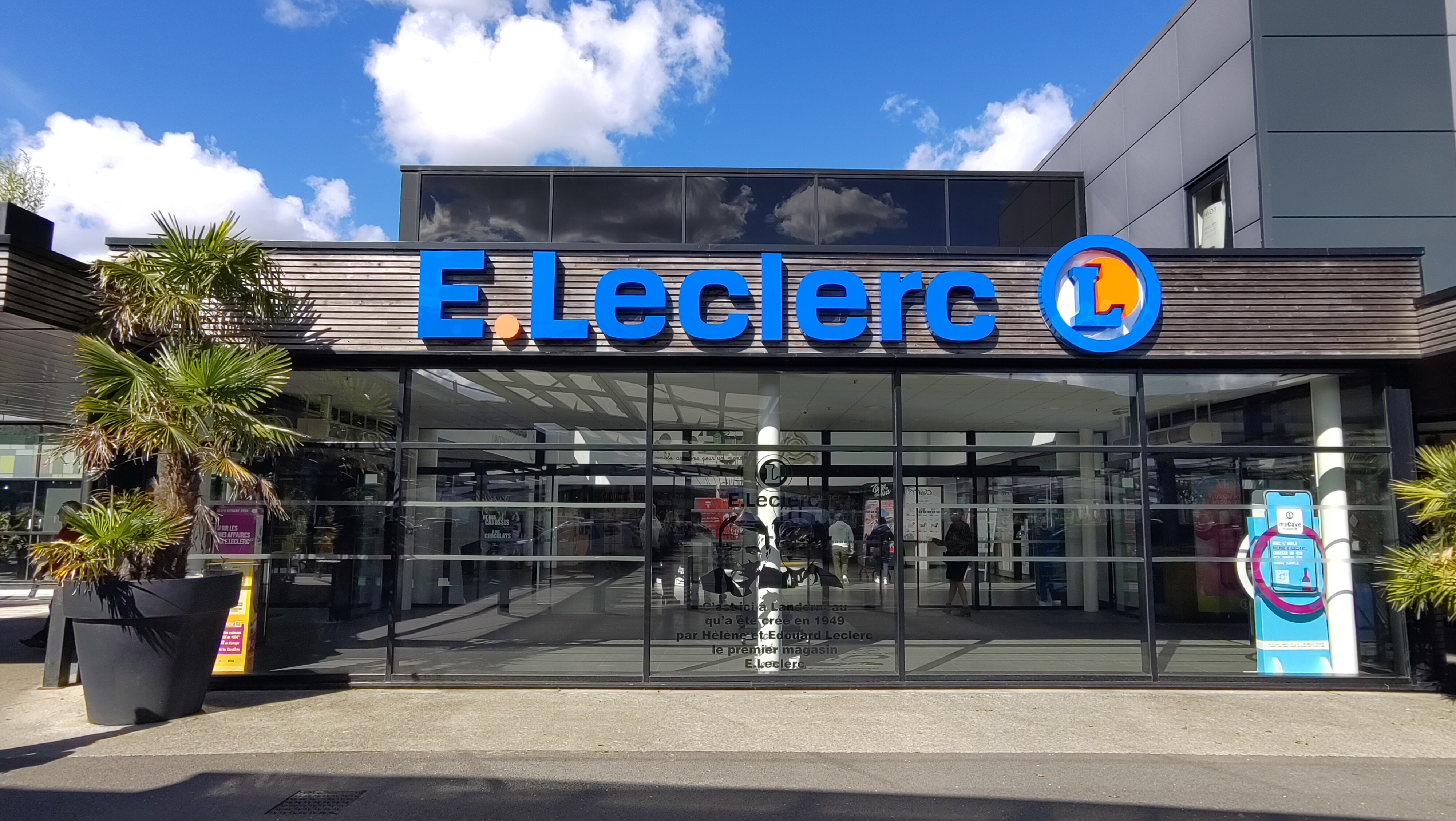
Devanture du premier E.Leclerc à Landerneau.

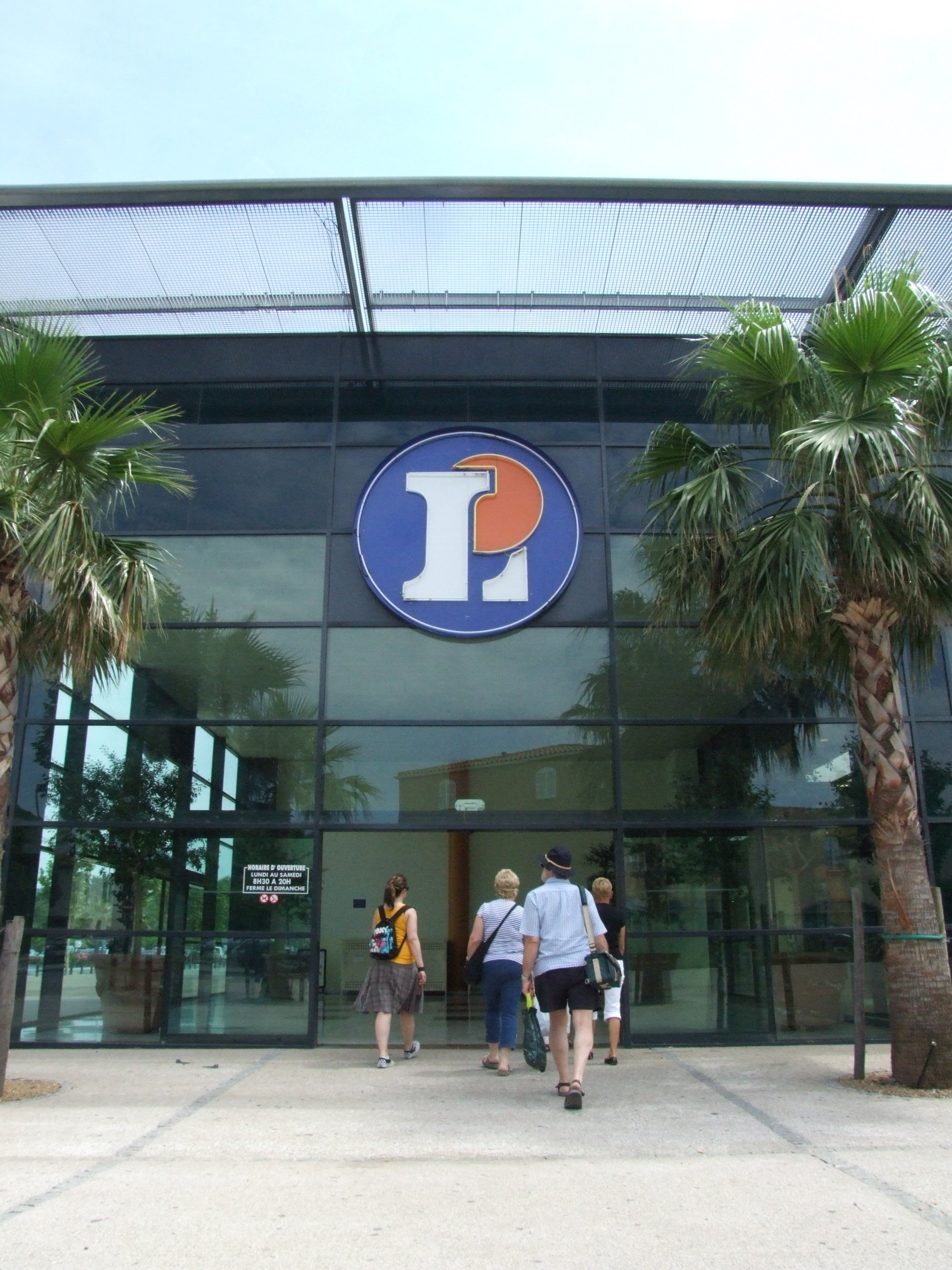
Entrée d'un centre commercial E.Leclerc dans le Var.

En 1949, Édouard Marie Leclerc ouvre son premier magasin, à Landerneau, en Bretagne, sur le même modèle que l'épicerie en libre service inventée par Félix Potin en 1844. Par la suite, dans les années 1956, une nouvelle enseigne nommée E.Leclerc vêtements ouvre ses portes et le soixantième centre E.Leclerc ouvre également ses portes à Issy-les-Moulineaux par Jean-Pierre Le Roch. En 1962, le Groupement d'achats des centres E.Leclerc (GALEC) est créé. En 1964, le magasin de Landerneau, s'agrandit, il devient le 1er hypermarché E.Leclerc[Information douteuse]Le premier hypermarché ouvert par l'enseigne se situe à Brest en 1969. Dès 1969, 75 centres se retirent pour former les futurs Intermarché,. Au fil des années sont fondés plusieurs espaces comme Le Manège à Bijoux en 1986, E.Leclerc Voyages en 1987, L'auto E.Leclerc en 1988 ainsi que la Parapharmacie E.Leclerc en 1988 après la fin du monopole des pharmaciens sur la vente de produits de parapharmacie[réf. nécessaire].
En 1973, Édouard Leclerc invente le concept de foire aux vins, qu'il lance dans ses supermarchés.

### Années 1990 et 2000
En 1991, E.Leclerc lance une gamme premier prix et crée la marque Tissaia, première marque de vêtements E.Leclerc. En 1992, il ouvre un premier magasin à Pampelune en Espagne et commence à se développer en Europe. Le premier Espace culturel E.Leclerc ouvre ses portes en 1994. Leclerc ouvre un premier magasin à Varsovie, en Pologne. E.Leclerc arrête de distribuer des sacs plastiques jetables en 1996. La Marque Repère est lancée pour la première fois en 1997 par l'enseigne. L'année suivante, ouverture de la 1re parfumerie E.Leclerc « Une heure pour soi ». Durant l'année 1998, E.Leclerc et le groupement Système U s'associent en fanfare et créent une centrale d'achat commune appelée « Lucie ». L'entente ne durera que trois ans. Seule l'activité d'achat de carburant a survécu et l'entité a été rebaptisée « Synergie » sans publicité.
En 2003, E.Leclerc s'allie en Italie avec CONAD, mais seulement dans les hypermarchés. Ceux déjà installés passent de leur vieux nom, « Pianeta », à l'actuel en quatre ans.
Fin 2004, le nom de cette enseigne a été vendu par la famille Leclerc aux adhérents du groupement. L'enseigne E.Leclerc Express voit le jour le 22 février 2006 à Grenade-sur-l'Adour. Cette même année, E.Leclerc instaure un comparateur de prix, condamné et fermé à la suite d'une plainte déposée par son concurrent Carrefour. En réaction aux mouvements de concentration dans l'industrie des biens de grande consommation, et à l'initiative de E.Leclerc, les grandes enseignes du commerce indépendant de cinq pays européens se regroupent en créant Coopernic. Après modification, le site internet du comparateur de prix est rouvert en 2007 et déclaré licite après un jugement à la suite d'une nouvelle plainte déposée par le même concurrent. Le concept drive sous l'enseigne Express Drive est initialement lancé par l'enseigne à Roques-sur-Garonne puis est rebaptisé E.Leclerc DRIVE.
En 2008, débuts du système de self-scanning permettant aux clients d'utiliser une douchette Wi-Fi sur quelques magasins, sans nombre limité de produits en 2009. Ce service permet un passage beaucoup plus rapide en caisse. Le groupe français de grande distribution E.Leclerc rachète au géant allemand de la distribution alimentaire Rewe une chaîne de vingt-cinq magasins « Billa » en Pologne, devenant ainsi la 4e enseigne d'hypermarchés et supermarchés dans ce pays en août 2009[réf. nécessaire].

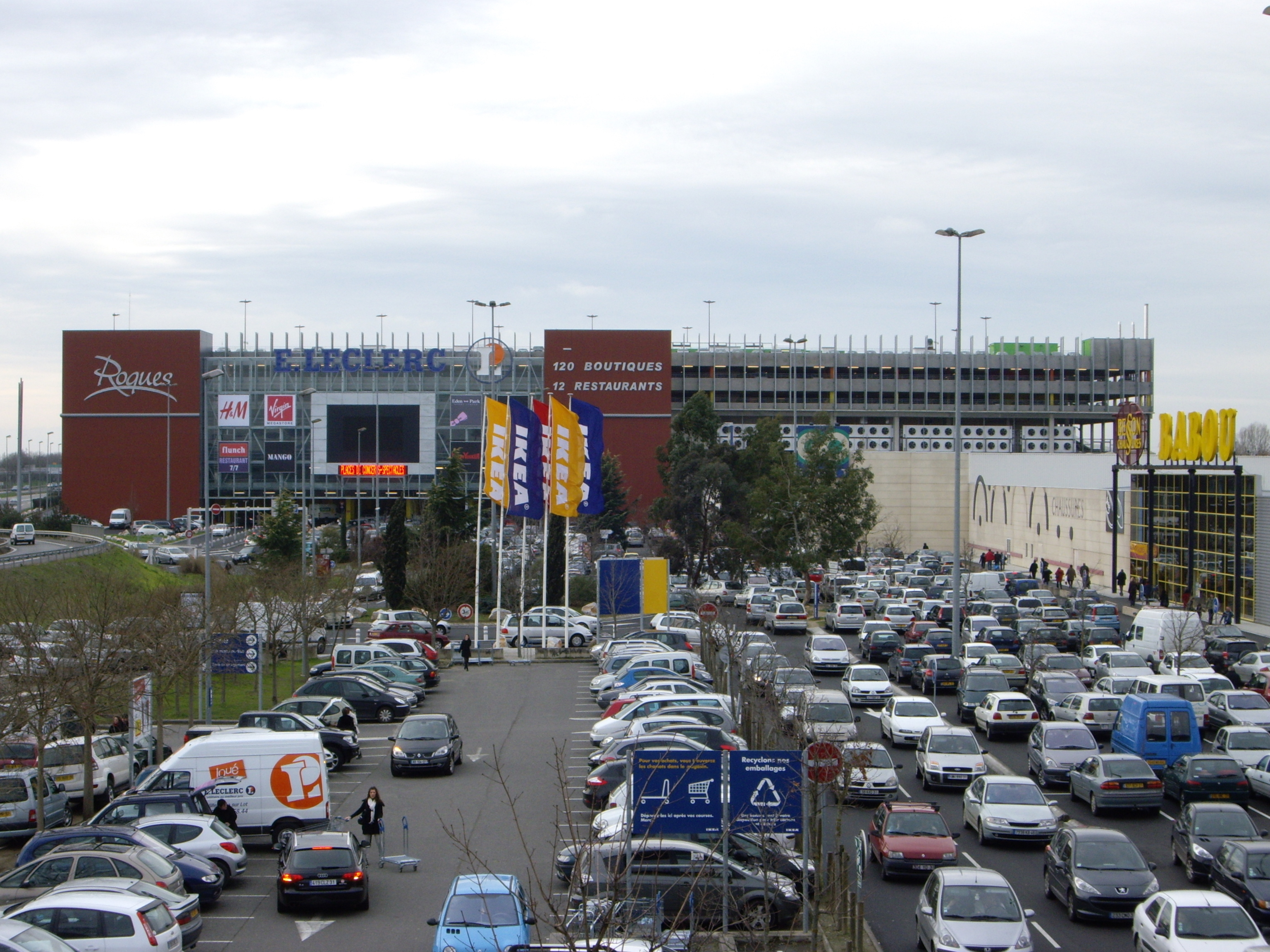
Centre commercial à Roques-sur-Garonne.

### Années 2010
Le groupe Lancry rejoint le mouvement E.Leclerc en octobre 2010 et ouvre deux centres E.Leclerc au Lamentin en Martinique, remplaçant ainsi ses deux magasins sous enseigne Carrefour situés Place d'Armes et le magasin Landy de Long-Pré. En 2012, le groupe E.Leclerc est condamné par la Chambre commerciale du Tribunal de Grande Instance de Colmar à verser 260 000 euros de dommages et intérêts pour publicité comparative illicite sur des produits de parapharmacie. Le groupe Lancry ayant fait faillite, un affilié Système U rachète les deux magasins E.Leclerc de Martinique. L'acquéreur est Robert Parfait, qui exploite deux autres Hyper U en Martinique,. L'enseigne va faire son retour via le Groupe Parfait sur l'île au mois de mai 2020 et vient pour la première fois en Guadeloupe début 2020 en rachetant les Hyper U de Martinique, le Géant Casino de Guadeloupe ainsi que les Super U du Gosier et Sainte Rose (Guadeloupe)[réf. nécessaire].
Le 17 septembre 2012, Édouard Leclerc, fondateur du Groupe, décède à l'âge de 85 ans.
Le 16 juillet 2015, E.Leclerc annonce le lancement de Réglo Musique, une application dédiée au streaming musical payant.
En mars 2018, E.Leclerc annonce lancer le 26 mars son service de commerce en ligne dans Paris « Leclerc chez moi », qui livre à domicile. En juillet, E.Leclerc se lance sur le marché de la fourniture d'énergie avec son offre E.Leclerc énergies qui propose de l'électricité verte. Le chiffre d'affaires de E.Leclerc en 2018 est de 37,75 milliards d'euros (hors carburant) grâce à une hausse de 1,5 % par rapport à 2017. Ce chiffre fait de E.Leclerc le leader de la distribution en France.
En juillet 2019, le ministère de l'économie et des finances réclame au groupe Leclerc une amende record de 117 millions d'euros pour des pratiques commerciales abusives,. Dénonçant l'acharnement des pouvoirs publics français, le groupe Leclerc annonce saisir la cour de justice de l'Union Européenne pour se défendre face à Bercy.
En février 2020, l'Union des groupements de pharmaciens d’officine annonce à nouveau une action en justice contre le groupe pour « publicité mensongère » sur les produits de parapharmacie. En octobre, Leclerc signe la charte du gouvernement « Objectif 100 000 bornes » aux côtés d'autres entreprises française de la distribution telles que GreenYellow, Système U ou encore l'entreprise allemande Lidl. L'objectif de cette charte est le déploiement de 100 000 points de recharge pour véhicules électriques. Le 23 décembre, le président du comité stratégique de l'entreprise, Michel-Édouard Leclerc a donné une interview sur La Chaîne Info (LCI). Il y annonce que le Covid-19 a permis l’explosion du commerce en ligne. En 2020, le groupe Leclerc a fait un chiffre d'affaires de 4 milliards d'euros grâce au secteur du commerce en ligne (via le drive).
En avril 2021, Michel-Edouard Leclerc annonce son ambition d'embaucher 3 000 nouvelles personnes en 2021, malgré la montée en puissance du numérique au sein de l'entreprise.
En août 2024 le distributeur reçoit une amende de 38 millions d'euros pour non respect des délais de négociation dans le cadre de la loi Egalim.

## Entités du Groupement

### Approvisionnement

Leclerc détrône Carrefour en 2013.

Les centres E.Leclerc sont approvisionnés de façon obligatoire, par des centrales d'achats réparties par zones géographiques, il en existe seize (dont le découpage géographique n'est pas strict, ainsi deux magasins d'un même département peuvent dépendre de deux centrales d'achats différentes)[réf. nécessaire] :
- Scacentre : Société Centrale d'Approvisionnement du Centre est basée à Yzeure (Allier, à côté de Moulins), elle approvisionne les magasins d'Auvergne, du Cher et de Saône-et-Loire soit 21 magasins ;
- Scanormande : Société Centrale d'Approvisionnement Normande, basée à Lisieux (Calvados), elle approvisionne les magasins de Normandie (38 hypers et 34 Drives), ceux de l'île de La Réunion (14 magasins) ainsi ceux des Antilles (6 magasins) ;
- Scachap : Société Centrale d'Approvisionnement Charentes-Poitou, basée à Ruffec (Charente). Elle approvisionne les magasins du Poitou, des Charentes et du Limousin ;
- Scarmor : Société Centrale d'Approvisionnement de l'Armorique basée à Landerneau (Finistère, ville de naissance du groupe), elle est actuellement présidée par Rémy Jestin[38]. Elle possède 34 000 m2 d'entrepôts à Landerneau et au Relecq-Kerhuon (près de Brest, surnommé ScaKer), un entrepôt à Plaintel (Côtes-d'Armor) et un troisième entrepôt à Riec-sur-Bélon (Finistère) et approvisionne 43 magasins et drives des départements du Finistère, du Morbihan et des Côtes-d'Armor, principalement les magasins à l'Ouest d'une ligne St-Brieuc/Lorient ;
- Socamil : Société Coopérative d’Approvisionnement Midi et Languedoc basée à Castelnaudary(Aude). Elle approvisionne les au moins 26 adhérents des ex-régions Midi-Pyrénées et Languedoc-Roussillon (dorénavant Occitanie) soit au moins 32 magasins et plusieurs dizaines de stations/drives. Cette centrale d’achat a été déménagée de Tournefeuille durant l'année 2020. Elle englobe également les E.Leclerc d’Andorre ainsi que d’Aurillac ;
- Scaso : Société Centrale d'Approvisionnement du Sud-Ouest basée à Cestas (Gironde), elle approvisionne les magasins de la Gironde, de la Dordogne et de la Corrèze soit une quarantaine ;
- Socara : Société Coopérative d'Approvisionnement de Rhône-Alpes est basée à Villette-d'Anthon (Isère) approvisionne 42 magasins et 49 drives en région Rhône-Alpes, ainsi que deux magasins en Slovénie ;
- Scalandes : Société Centrale d'Approvisionnement des Landes basée à Mont-de-Marsan (Landes), elle approvisionne les adhérents des Landes, des Pyrénées-Atlantiques, des Hautes-Pyrénées, du Gers et de Lot-et-Garonne, ainsi que les magasins espagnols et portugais en produits frais[39] ;
- Scaouest : Société Coopérative d'Approvisionnement de l'Ouest, basée à Saint-Etienne-de-Montluc (Loire-Atlantique), approvisionne les magasins d'une partie des Pays de la Loire (Loire-Atlantique, Vendée et Maine-et-Loire principalement) et quelques magasins bretons ;
- Scapest : Société Coopérative d'Approvisionnement Paris-Est, basée à Saint-Martin-sur-le-Pré (Marne), elle approvisionne des magasins de Champagne-Ardenne, de Lorraine, de Picardie, de Seine-et-Marne, de l'Yonne et du Luxembourg. Son président est Jean-Paul Pageau (fortune en 2010, estimée à 80 millions d'euros)[40], qui dirige également les hypermarchés de Saint-Brice-Courcelles et Champfleury et possède de plus des participations dans ceux de Vertus et de Romilly-sur-Seine[41] ;
- Scapartois : Société Centrale d'Approvisionnement d'Artois, basée à Tilloy-lès-Mofflaines (près d'Arras, Pas-de-Calais), elle approvisionne les magasins de la Région Nord-Pas-de-Calais, de la Somme et de la Seine-Maritime ;
- ASCE : Associations des secouristes de la côte d'émeraude, basée à Dinard (île et vilaine), elle forment les magasins au geste de premiers secours ;
- Scapalsace : Société Centrale d'Approvisionnement d'Alsace, basée à Colmar (Haut-Rhin), elle approvisionne les magasins d'Alsace, de Franche-Comté, de Côte-d'Or et une partie de la Lorraine ;
- Socamaine[42] : Société Coopérative d'Approvisionnement du Maine basée à Champagné (Sarthe, près du Mans), elle approvisionne 27 adhérents des départements d'Ille-et-Vilaine, d'Indre-et-Loire, du Loiret et de l'Orne (soit 40 magasins et 52 drive). Les entrepôts de Champagné occupent 106 000 m2 ;
- Scadif : Société coopérative Alimentaire d’Île-de-France basée à Réau  (Seine-et-Marne), elle approvisionne 33 hypermarchés et 23 drives du sud de l'Île-de-France ;
- Lecasud : Leclerc Approvisionnements SUD est basée au Luc (Var) et approvisionne les magasins du sud de la France, principalement en Provence-Côte d'Azur. Elle dessert 55 magasins et 49 drives à partir des 100 000 m2 d'entrepôts. Présidé par Philippe Lelaure qui exploite aussi les magasins de Nice. La directrice actuelle étant Laura Mathieu ;
- Scapnor : Société Centrale d'Approvisionnement, basé à Bruyères-sur-Oise (Val-d'Oise), approvisionne les magasins du nord de l'Île-de-France. Elle inaugure le 7 mars 2018 sa nouvelle plateforme de 40 000 m2[26] ;
- Trois autres sont à l'étranger : Scaber pour l'Espagne, Cooplecnorte pour le Portugal et Scawar pour la Pologne.

Les produits d'électroménager, audiovisuel et informatique sont approvisionnés par deux plateformes nommées B.T. LEC (Bazar Technique LEClerc), situées à Reims (approvisionnant 255 magasins dont le Portugal, l'Andorre et la Slovénie) et Saint-Etienne-de-Montluc (Nantes).

### Magasins spécialisés
Le parc des concepts spécialisés représente plus de 2 000 points de vente en 2020 et participent à hauteur de 19,9 % à la croissance de l’enseigne E.Leclerc.
Les concepts spécialisés les plus répandus :
- L'Auto E.Leclerc ;
- Nos Animaux E.Leclerc ;
- Brico E.Leclerc ;
- Jardi E.Leclerc ;
- Espace culturel E.Leclerc ;
- Énergies E.Leclerc;
- Voyages E.Leclerc ;
- Le Manège à Bijoux E.Leclerc ;
- Optique E.Leclerc ;
- Parapharmacie E.Leclerc ;
- Une Heure pour Soi ;
- Sport E.Leclerc ;
- Jouet E.Leclerc ;
- Location E.Leclerc ;
- Le Marché Bio E.Leclerc ;
- Occasion E.Leclerc.

Un repositionnement et un élargissement des gammes MDD non-alimentaires ont été entrepris en 2015 avec la création de 760 nouvelles références.
Les espaces Culturels E.Leclerc vendent des places pour les évènements nationaux en utilisant le service de billetterie informatisée France Billet.

### Unités industrielles du groupe
Pour assurer son indépendance face aux grands groupes de l'industrie agroalimentaire, le groupe a décidé d'investir dans ses propres unités de transformation de produits agricoles. L'investissement est nettement inférieur à son concurrent Intermarché en se limitant à deux aliments : la viande et l'eau.
- Kermené est une société de transformation de la viande créée en 1978 (à la suite de l'achat des abattoirs Gilles) qui approvisionne en viandes les centres E.Leclerc.
- Aquamark est une filiale de la Scamark, elle possède une usine d'embouteillage d'eau de source à Laqueuille (Puy-de-Dôme), qu'elle distribue sous le nom Marque Repère ou Éco+ dans les centres E.Leclerc[43] depuis 2005[44].

### E.Leclerc Drive
Après la première ouverture sur le site de Roques-sur-Garonne en 2007, ces points de service au volant se sont multipliés progressivement. L'enseigne propose à tous ses adhérents de promouvoir ce nouveau type de distribution. Les franchisés ouvrent de nombreux points de retrait ; des drives et d'autres proposent un service d'enlèvement au sein d'un magasin existant.
Début 2012, l'enseigne revendique 192 points de retrait. En décembre 2012, ce chiffre s'établit à 264, et en février 2013 à 284. Au 1er janvier 2014, on[style à revoir] compte en France 445 Leclerc Drive et 2 en Slovénie (source Nielsen TradeDimensions). Depuis janvier 2018, on[style à revoir] compte 650 drive E.Leclerc en France[réf. nécessaire].

### Scamark
La Scamark est un organisme s'occupant de la création et de la mise en vente des produits des MDD E.Leclerc que sont Marque Repère, Éco+ et Nos régions ont du talent. Cette structure a été créée par Jean-Pierre Gonthier, adhérent E.Leclerc à Orléans et propriétaire des hypermarchés de Fleury-les-Aubrais et d'Olivet, dont la fortune est estimée en 2010 à 67 M€,,.
Son actuel président sous mandat est Fabrice Hersent.

### Lucie
E.Leclerc disposait d'une centrale d'achat partenaire de celle de Système U nommée « Lucie » fondée en 1998. Ils ont finalement décidé d'abandonner leur coopération au bout de trois ans seulement.

## Implantations
En 2024, le groupe compte 726 magasins en France et 84 dans 6 pays.
43 en Pologne, 27 au Luxembourg, 21 au Portugal, 18 en Espagne, 2 en Slovénie et en Andorre : 1 hypermarché et 3 Express .

## Ancienne implantation
Italie : fermée en 2014.

## Activité delobbying
Le groupe E.Leclerc est inscrit depuis 2016 au registre de transparence des représentants d'intérêts auprès de la Commission européenne, et déclare pour l'année 2018 des dépenses d'un montant inférieur à 25 000 euros.
Pour l'année 2018, le groupe E.Leclerc déclare à la Haute Autorité pour la transparence de la vie publique exercer des activités de lobbying en France pour un montant qui n'excède pas 300 000 euros.
La société MEL SDC qui a comme unique mandant le groupe Leclerc, déclare à la Haute Autorité pour la transparence de la vie publique exercer des activités de lobbying en France pour un montant qui n'excède pas, sur l'année 2018, 200 000 euros.

## Controverses

### Clauses abusives
À la suite de l'arrêt de la cour d'appel de Paris du 18 février 2013, faisant suite à une décision du tribunal de commerce de Créteil en 2011, le géant de la distribution E.Leclerc a été condamné à une amende de 500 000 euros pour des « clauses déséquilibrées » insérées dans des contrats avec des fournisseurs, a annoncé le 27 janvier 2014 la DGCCRF,.

### Déséquilibre dans ses relations avec ses fournisseurs
Le 20 novembre 2013, Pierre Moscovici, ministre de l'Économie et des Finances, et Benoît Hamon, ministre délégué chargé de l'Économie sociale et solidaire et de la Consommation, ont annoncé leur décision d'assigner le groupe de distribution E.Leclerc devant le tribunal de commerce de Paris pour « déséquilibre » dans ses relations avec ses fournisseurs.
En 2017, alors que des États généraux visant à améliorer la rémunération des agriculteurs, Michel-Édouard Leclerc menace d'augmenter les tarifs de l'alimentation qu'il distribue.

### Mise en place de vidéosurveillance algorithmique
En juillet 2023, StreetPress affirme que des magasins des enseignes E. Leclerc, ainsi que Carrefour, G20, Système U, Biocoop, Kiabi et Fnac, ont déployé illégalement la solution de vidéosurveillance algorithmique de l'entreprise française Veesion, qui utilise l'intelligence artificielle pour surveiller le comportement de leur clientèle. Streetpress souligne que la loi du 19 mai 2023 relative aux Jeux olympiques et paralympiques de 2024 n'autorise la vidéosurveillance que dans les « lieux accueillant des manifestations, leurs abords et les transports en commun »,, ce qui exclut les magasins et la collecte de données biométriques précise l'association La Quadrature du Net,. Cela ne respecte pas non plus le consentement selon la CNIL. La Quadrature du Net affirme aussi que l'État a rappelé aux professionnels du secteur l'illégalité de la vidéosurveillance algorithmique en supermarché. Le 21 juin 2024, le Conseil d'État rejette la requête de Veesion qui demandait la suspension de la demande de mise en conformité de la CNIL et la condamnation aux dépens de la CNIL à 4 000 euros, en estimant que sa solution de vidéosurveillance pour détecter le vol à l'étalage n'est pas conforme au Règlement général sur la protection des données,.

## Identité de la marque

### Identité visuelle

Hypers et supermarchés
Logo de E.Leclerc du 13 décembre 1949 au 1er octobre 2012.
Logo actuel de E.Leclerc depuis le 1er octobre 2012.
Logo alternatif de E.Leclerc depuis le 1er octobre 2012.

### Slogans
- Du 13 décembre 1949 à 2004 : « E.Leclerc, de meilleurs achats chaque jour. »
- De 2004 au 1er mars 2009 : « On peut tout faire à prix E.Leclerc »
- Du 1er mars 2009 au 8 mars 2019 : « Chez E.Leclerc, vous savez que vous achetez moins cher. »
- Depuis le 8 mars 2019 : « Tout ce qui compte pour vous existe à prix E.Leclerc. » (commercial) / « Défendre tout ce qui compte pour vous. » (institutionnel)

## Marques
E.Leclerc dirige plusieurs marques :
- Marque Repère : la marque distributeur
- Éco+ : la marque premier prix (discount)
- Bio Village : la marque BIO
- Nos régions ont du talent : la marque des produits régionaux
- L'Origine du goût : la marque des produits « haut de gamme »
- Tradizioni d'Italia : la marque des produits d'Italie
- Sélection d'experts : la marque non alimentaire (bazar léger/bazar lourd)
- Tissaia : la marque de vêtements E.Leclerc
- Foxter : la marque de bricolage et outillage
- Elsay : la marque d'électroménager
- Woodsun[68] : matériel de sport et de camping

## Historique des chiffres d'affaires
|                    | 2004 | 2005 | 2006 | 2007 | 2008 | 2009  | 2010 | 2011 | 2012 | 2013 | 2014 | 2015 | 2016 | 2017 | 2018  | 2019  |
| ------------------ | ---- | ---- | ---- | ---- | ---- | ----- | ---- | ---- | ---- | ---- | ---- | ---- | ---- | ---- | ----- | ----- |
| Chiffre d'affaires | 27,3 | 28,5 | 30,3 | 32,6 | 34,7 | 29,4, | 37,5 | 37,8 | 43,7 | 45,6 | 45,7 | 44,3 | 43,4 | 37,2 | 37,75 | 48,20 |